# 周南市総合スポーツセンター
周南市総合スポーツセンター（しゅうなんしそうごうスポーツセンター）は、山口県周南市徳山にある体育館。周南市野球場などが点在する周南緑地の一角にある。2023年4月1日より、公財周南市体育協会から周南緑地スポレパーク株式会社へ指定管理者が変わった
1992年、当時の徳山市により「徳山市総合スポーツセンター」として完成、2003年の市町村合併により周南市に移管された。
2011年のおいでませ!山口国体ではハンドボール競技の主会場となった。また、bjリーグ・広島ライトニングが主催試合を開催した。

## 概要
- メインアリーナ
  - フロア面積 : 45m×63m
  - 収容人数 : 約7,575人（うち固定席 : 1階 約865席 2階 1,386席）
- 多目的ホール（サブアリーナ）
  - フロア面積 : 35m×45m
  - 収容人数 : 約2,835人（うち固定席 : 約408席）
- 弓道場
  - 近的射場：224m2・10人立
  - 遠的射場：87m2・6人立
- 健康ルーム（トレーニング室）
- カルチャールーム（研修室）
- 講座室
- 会議室

## 命名権
2009年に隣接するテニスコート（周南市庭球場）共々命名権を導入。キリンビバレッジが命名権を取得し、キリンビバレッジ周南総合スポーツセンター（キリンビバレッジしゅうなんそうごうスポーツセンター）の呼称を用いる。同契約は2024年３月末で終了。
2024年４月からは、周南市に工場を持つ化学メーカーの日本ゼオンが命名権を取得(当初は2029年３月末までの５年契約)。ゼオンアリーナ周南(テニスコートはゼオンアリーナ周南庭球場)の呼称を用いる。

## イベント
- 1998年バレーボール女子世界選手権 グループB会場

## 交通アクセス
- 鉄道
  - 山陽本線徳山駅からタクシー約10分
  - 山陽本線櫛ケ浜駅から徒歩20分またはタクシー5分
- 車
  - 山陽自動車道徳山東IC近く